# Rhondia pugnax
Rhondia pugnax là một loài bọ cánh cứng trong họ Cerambycidae.